# Александр Александров (боксер)
Александр Емілов Александров (болг. Александър Емилов Александров; 31 жовтня 1984, Софія) — болгарський боксер, призер чемпіонатів світу та Європи серед аматорів.

## Аматорська кар'єра
2001 року Александр Александров у віці 16 років та 7 місяців став бронзовим призером чемпіонату світу в категорії до 51 кг.
- В 1/16 фіналу переміг Роберто Бенітеса (США) — 22-15
- В 1/8 фіналу переміг Рудольфа Діді (Словаччина) — 9-3
- У чвертьфіналі переміг Каору Мурахасі (Японія) — 19-11
- У півфіналі програв Жерому Тома (Франція) — 22-39

На чемпіонаті Європи 2002 завоював срібну медаль.
- В 1/8 фіналу переміг Даррена Кемпбелла (Ірландія) — 30-12
- У чвертьфіналі переміг Богдана Добреску (Румунія) — 31-13
- У півфіналі переміг Жерома Тома (Франція) — 29-26
- У фіналі програв Георгію Балакшину (Росія) — 18-28

На чемпіонаті світу 2003 вдруге став бронзовим призером.
- В 1/16 фіналу переміг Рона Сайлера (США) — 23-13
- В 1/8 фіналу переміг Тулашбоя Донійорова (Узбекистан) — 25-19
- У чвертьфіналі переміг Георгія Балакшина (Росія) — 33-24
- У півфіналі програв Жерому Тома (Франція) — 19-31

На чемпіонаті Європи 2004 в другому бою знов програв Жерому Тома — RSCO 3 і не зумів кваліфікуватися на Олімпійські ігри 2004.
18 лютого 2006 року Александр Александров провів єдиний в кар'єрі бій на професійному рингу проти Рафаеля Лосано (Іспанія), в якому зазнав поразки, після чого повернувся до виступів на аматорському рингу.
На чемпіонаті Європи 2008 в категорії до 48 кг програв у першому бою Муміну Велі (Македонія), а на чемпіонаті Європи 2010 в категорії до 51 кг програв у першому бою Халіду Яфай (Англія).
На чемпіонаті світу 2009 переміг одного суперника, а у 1/8 фіналу програв Ронні Бебліку (Німеччина).
Александр Александров кваліфікувався на Олімпійські ігри 2012 в категорії до 49 кг. На Олімпіаді він переміг Жуліано Макіна (Мозамбік) — 22-7 і Син Джон Хун (Південна Корея) — 15-14, а у чвертьфіналі програв Каео Понгпраюн (Таїланд) — 10-16.
На чемпіонаті Європи 2013 в категорії до 52 кг програв у першому бою майбутньому чемпіону Ендрю Селбі (Уельс), а на чемпіонаті світу 2013 програв у другому бою Михайлу Алояну (Росія).